# Andrew Liles

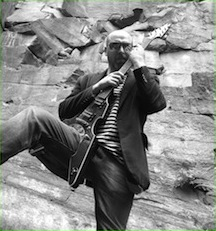
Andrew Liles

Andrew Owen Liles ist ein britischer Musiker und bildender Künstler. Er ist auf dem Gebiet der experimentellen Musik tätig.

## Musik und Artwork

### Stilistische Einordnung
Liles ist musikalischer Autodidakt und spielt u. a. Gitarre und Klavier. Dennoch liegen seine Schwerpunkte im Bereich der Drones und Klangcollagen. Die Basis seiner Kompositionen bilden meist Feldaufnahmen diverser Alltagsgeräusche, die mit Klängen herkömmlicher oder selbstgebauter Instrumente, sowie gelegentlich mit Gesang und Spoken Words in mehreren Sprachen kombiniert werden. Auf die gängigen Samples aus Radio, Film und Fernsehen wird dabei größtenteils verzichtet.
Liles übernimmt die Gestaltung der Tonträger beinahe ausschließlich selbst. Er ist u. a. von surrealistischen Künstlern wie Hans Bellmer beeinflusst, was sich in seinem eigenen Werk niederschlägt. Ein häufig wiederkehrendes visuelles Motiv sind Puppen, eine Vorliebe, die er sowohl mit Bellmer als auch mit dem von ihm geschätzten tschechischen Animationsfilmer Jan Švankmajer teilt. Des Weiteren finden sich bei Liles immer wieder Darstellungen im Stil des Viktorianischen oder Edwardianischen Zeitalters, neben Tier- und Pflanzenmotiven sind dies vor allem bürgerliche Alltagssujets.

### Werdegang und musikalische Zusammenarbeiten
Seit Mitte der 1980er nimmt Liles kontinuierlich auf, in den frühen Jahren gab es diverse Veröffentlichungen auf Tape und einige wenige Auftritte. Einem etwas größeren Publikum machte er seine Musik erst in der zweiten Hälfte der 90er durch einige CD-R-Veröffentlichungen zugänglich. Es folgten bald Kollaborationen mit Vertretern der Elektronik-Avantgarde wie Colin Potter, Jonathan Coleclough, The Hafler Trio, Bass Communion und Beequeen. Über Potter lernte er Steven Stapleton von Nurse with Wound kennen, bei denen er seit 2005 festes Mitglied ist. Mit Tony Wakeford betrieb er das Projekt The Wardrobe. Das bislang monumentalste Werk Liles’ ist die zwölf Tonträger umfassende Serie „Vortex Vault“, der in Titelgebung und Design die Farbe Schwarz gemeinsam ist und an der Gäste wie Ernesto Tomasini, John Murphy und Kenji Siratori mitwirkten. Zu seinen neueren Arbeiten zählen auch eine Reihe von Remix-Versionen früherer Alben der englischen Band Current 93, zu deren Lineup er mittlerweile gehört, sowie Remixe für Pantaleimon, Mama Baer und Kommissar Hjuler sowie Cadaverous Condition.

## Diskografie

### Eigene Veröffentlichungen
- An Un World (Infraction, 2001)
- Love Song (Macrophonies Org, 2002)
- Miscellany (Pipkin, 2002)
- All Closed Doors (Infraction, 2003)
- Anal Aura Gram (Macrophonies Org, 2003)
- Aural Anagram (Macrophonies Org, 2003)
- Interpolations (Pipkin, 2003)
- Miscellany - Deluxe (Pipkin, 2003) (14 CD-R-Box mit älteren Aufnahmen)
- Drone Works #7 (Twenty Hertz, 2004)
- My Long Accumulating Discontent (Nextera, 2004)
- New York Doll (Infraction, 2004)
- The Gazogene Machines, Seidlitz Powders, Bruising Roots & Rhizomes EP (Klanggalerie, 2004)
- Vital Static (Macrophonies Org, 2004)
- Four Compositions Created For An Imaginary Performance By The Legendary John Fare (Pipkin, 2005)
- Mother & Son (Starfiresun, 2005)
- Mother Goose's Melody Or Sonnets For The Cradle (ICR, Klanggalerie, 2005)
- The Astronomical Entomologist (Beta-lactam Ring Records, 2005)
- Without Season (Twenty Hertz, 2005)
- Eggs (Important Records, 2006)
- In My Father's House Are Many Mansions (Fourth Dimension Records, 2006) (Auswahl früherer Songs, bearbeitet von Nurse With Wound, Aranos, The Hafler Trio u. a.)
- The Astronomical Entomologist (Beta-lactam Ring Records, 2006)
- The Dead Submariner (A Concerto For Bowed Guitar And Reverberation In Three Movements) (Beta-lactam Ring Records, 2006)
- The Dying Submariner (Amalgamation, Codicil And Appendix) (Beta-lactam Ring Records, 2006)
- Tubercular Bells (Somnambulance To Dream General) (Pipkin, 2006)
- Black Paper (The Vortex Vault) (Beta-lactam Ring Records, 2006)
- Black Beauty (The Vortex Vault) (Beta-lactam Ring Records, 2007)
- Black End (The Vortex Vault) (Beta-lactam Ring Records, 2007)
- Black Hole (The Vortex Vault) (Beta-lactam Ring Records, 2007)
- Black Mamba (The Vortex Vault) (Beta-lactam Ring Records, 2007)
- Black Market (The Vortex Vault) (Beta-lactam Ring Records, 2007)
- Black Out (The Vortex Vault) (Beta-lactam Ring Records, 2007)
- Black Panther (The Vortex Vault) (Beta-lactam Ring Records, 2007)
- Black Pool (The Vortex Vault) (Beta-lactam Ring Records, 2007)
- Black Sheep (The Vortex Vault) (Beta-lactam Ring Records, 2007)
- Black Widow (The Vortex Vault) (Beta-lactam Ring Records, 2007)
- Black Sea (The Vortex Vault) (Beta-lactam Ring Records, 2007)
- Iron Lung - Glass Bones (Twisted Knister, 2007)
- Torch Songs (Die Stadt, 2007)
- Auto Manipulator (1st, 2nd, 3rd, 4th, 5th, 6th, 7th & 8th Degree) (Lumberton Trading Company, 2008)
- Burn (Not On Label, 2008)
- Fini! (Dirter Promotions, 2008)
- Gone Every Evening (Die Stadt, 2008)
- No Birds Do Sing (mit Diana Rogerson) (Dirter Promotions, 2008)
- Ostinato 23 (Oral, 2008)
- Ouarda (The Subtle Art Of Phyllorhodomancy) (Dirter Promotions, 2008)
- Somnambulance To Dream General (Klanggalerie, 2008)
- The Progeny Of Flies (mit Daniel Menche) (Beta-lactam Ring Records, 2008)
- Miscellany Deluxe (Souvenirs Perdus D'antan) (Vinyl On Demand, 2009)
- Anal Aura Gram(ophone) (Beta-lactam Ring Records, 2010)
- Aviatophobia (Sound of Break Up - Sound of Impact) (Not On Label, 2010)
- Monster Munch E.P. (Tourette, 2010)
- Miraculous Mechanical Monster (Dirter Promotions, 2010)
- Mind Mangled Trip Monster (Dirter Promotions, 2010)
- Honey Monster (Quasi Pop, 2010)
- As If Punk Rock Never Happened (Dirter Promotions, 2011)
- First Aid Box (Ultra Mail Prod., 2011)
- Muldjewangk, Morgawr & other Monsters (Tourette, 2011)
- Schmetaling Monster of Rock (Dirter Promotions, 2011)

### Remixes anderer Künstler
- Bass Communion: Ghosts On Magnetic Tape (Headphone Dust, 2003)
- Nurse with Wound: Natal Moonies (track Rock'n Roll Station (Lost Bottle Mix)) (United Jnana, 2006)
- Cadaverous Condition: Destroying The Night Sky (tracks Defiled (At The Crossroads) und Degraded (Fireship)) (Klanggalerie, 2008)
- Current 93: Dawn (als Dusk) (Durtro, Jnana Records, 2008)
- Current 93: Dogs Blood Rising (als Dogs Blood Ascending) (Durtro, Jnana Records, 2008)
- Current 93: In Menstrual Night (als The End Of Red Dreams) (Durtro, Jnana Records, 2008)
- Current 93: Live At Bar Maldoror (als Dead At Bar Maldoror) (Durtro, Jnana Records, 2008)
- Current 93: Nature Unveiled (als Nature Revealed) (Durtro, Jnana Records, 2008)
- Pantaleimon: Heart Of The Sun (track All The Brids (Melting Canvas)) (Durtro, Jnana Records, 2008)
- Current 93: Faust/I Have A Special Plan For This World (als Haunt Invocation (Apadno.)) (Dirter Promotions, 2010)
- Current 93: Where the long Shadows Fall (Dirter Promotions, Pipkin, 2010)
- Kommissar Hjuler und Frau: Commendatori / House Arrest (Psych.KG, 2013)